# 機尾擦地

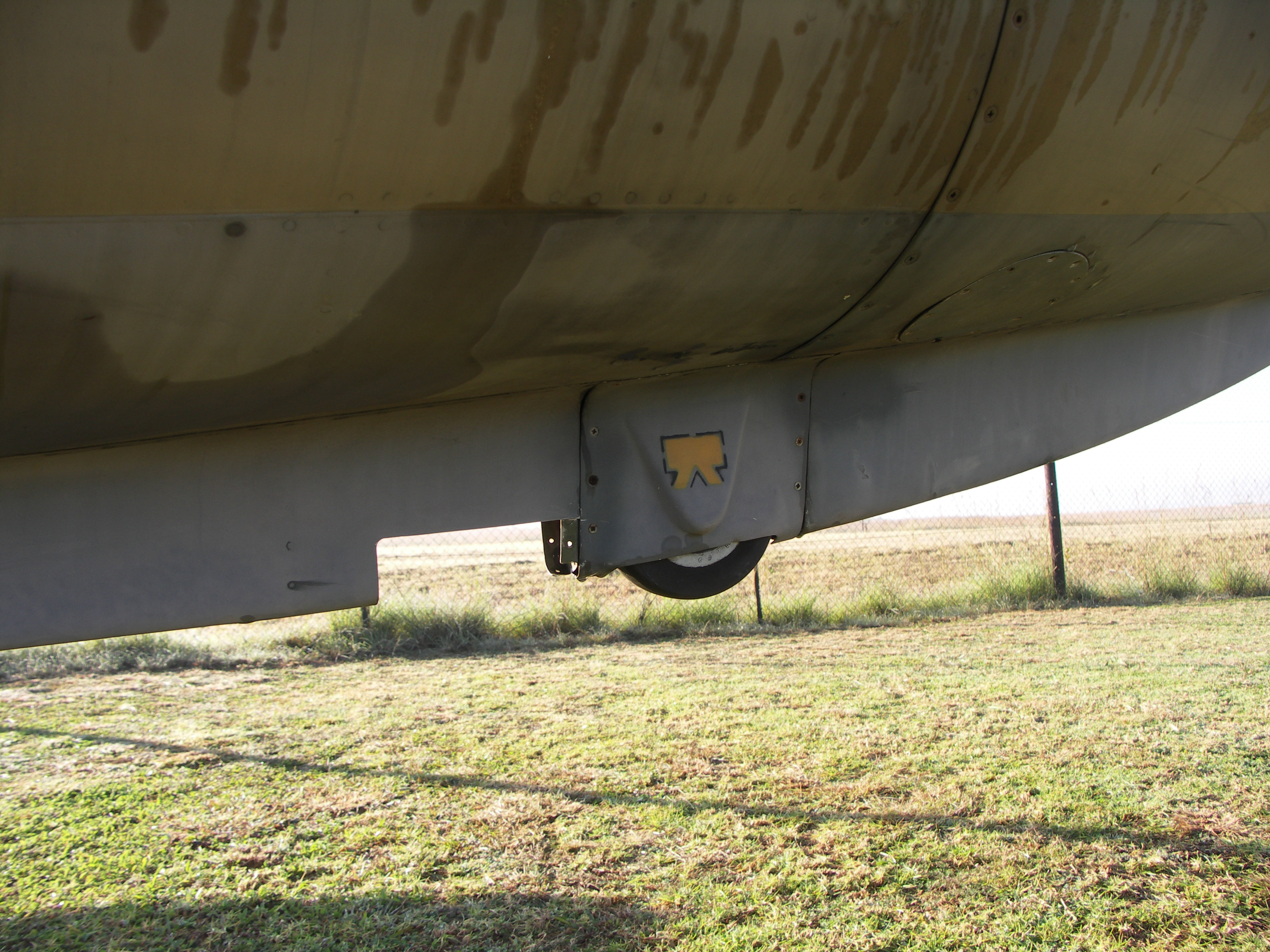
马基MB-326机尾下部设计有尾轮，以减小机尾擦地带来的损坏。

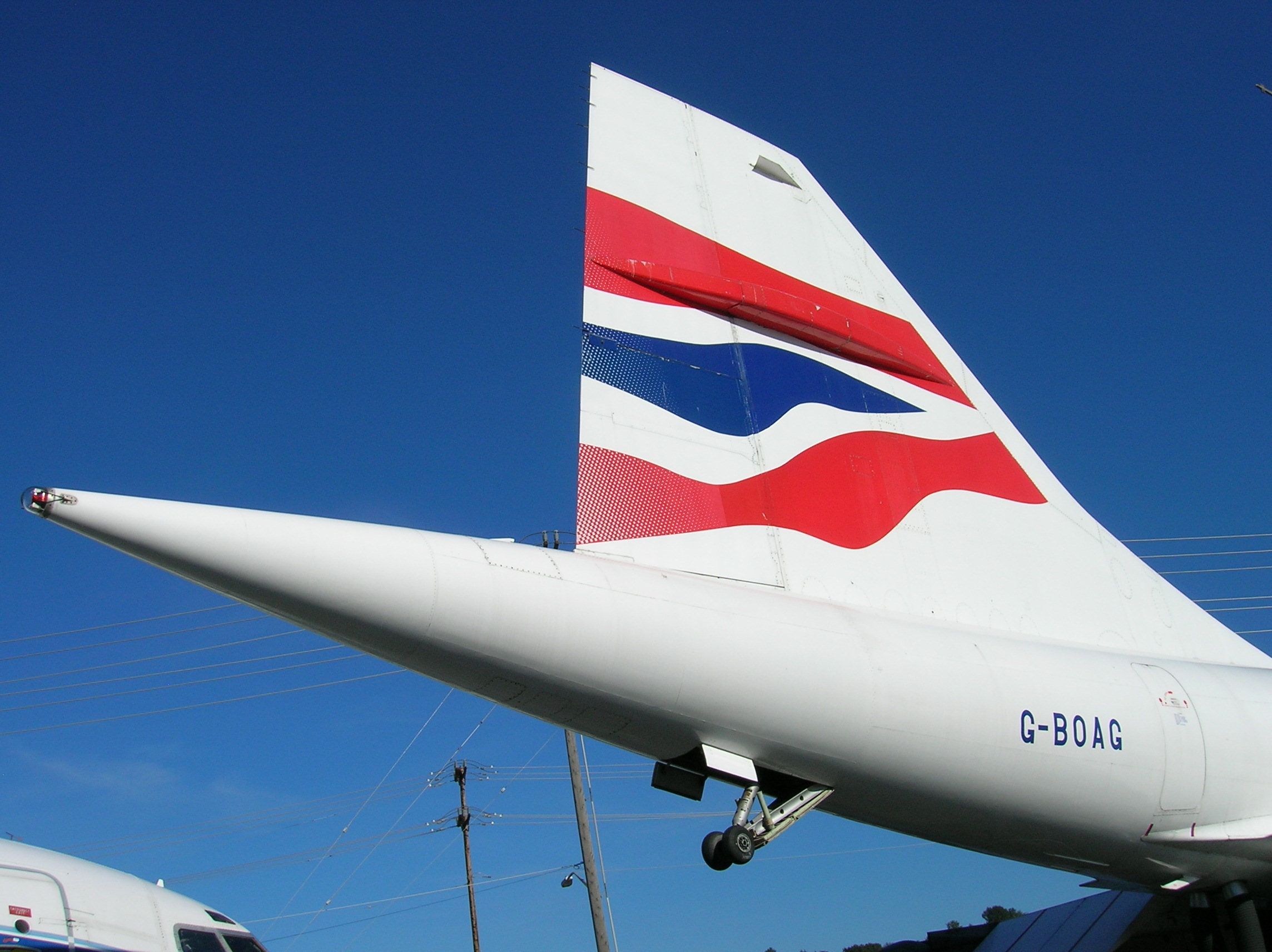
協和式客機机尾的尾轮，該機型需要較大的起降攻角因而設置尾轮防止機身觸地。

機尾擦地（也称擦机尾、擦尾、机尾撞击）是飛機从機場跑道起飛或降落時，飞行员拉抬机头过早或仰角过高所导致的机身尾部摩擦地面，后者常发生于跑道頭。部份飛機會在機尾加裝保險桿，防止機尾擦地對機體結構造成傷害，也避免对跑道造成严重破坏。

## 案例
飞机起飞或降落时发生擦地：
- 阿聯酋航空407號班機事故
- 日本航空115號班機事故
- 特內里費空難[2]

機尾擦地后维修不当造成的事故：
- 日本航空123号班机空难
- 中華航空611號班機空難